# Niobichthys
Niobichthys is een monotypisch geslacht van straalvinnige vissen uit de familie van de harnasmeervallen (Loricariidae).

## Soort
- Niobichthys ferrarisi Schaefer & Provenzano, 1998